# الاتحاد الرياضي المنستيري (كرة السلة)
الاتحاد الرياضي المنستيري لكرة السلة (بالفرنسية: Union sportive monastirienne (basket-ball))، هو نادي كرة سلة تونسي للمحترفين يقع مقره في مدينة المنستير. تأسس النادي عام 1959، ويلعب في بطولة تونس لكرة السلة للرجال، الدرجة الأعلى للدوري في تونس، وحقق اللقب المحلي تسعة مرات، و يمثل تونس في المنافسات القارية والدولية.

## سجل ألقاب النادي لكرة السلة
الألقاب المحلية
- البطولة التونسية  (9) :

1998، 2000، 2005، 2019، 2020، 2021، 2022، 2023 ، 2024.
♦ الدور النهائي  (2) : 2018، 2025.
- كأس تونس  (6) :

2000، 2020، 2021، 2022، 2023 ، 2025.
♦ الدور النهائي  (10) :
1992، 1998، 1999، 2001، 2005، 2015 ، 2016، 2017 ، 2019 ، 2024.
- كأس السوبر (1) : 2024[2]

♦ الدور النهائي  (2) : 2005 ،  2023.
- كأس الجامعة  (1) : 2012.

الألقاب الخارجية
- دوري أفريقيا لكرة السلة  (1) : 2022.

♦ الدور النهائي  (1) : 2021.
- كأس الأندية الأفريقية لكرة السلة (0) :

♦ المرتبة الثالثة  (1) : 2017.
- كأس العرب للأندية الأبطال لكرة السلة (0) :

♦ المرتبة الثالثة  (1) : 2019.
- البطولة المغاربية للأندية البطلة لكرة السلة  (1) : 2012.

## وصلات خارجية
- صفحة الاتحاد الرياضي المنستيري لكرة السلة على موقع كوووة.
- الموقع الرسمي للجامعة التونسية لكرة السلة.